# Wyjezdnoje
Wyjezdnoje – osiedle typu miejskiego w Rosji, w obwodzie niżnonowogrodzkim. W 2010 roku liczyło 8089 mieszkańców.